# Nguyễn Hữu Châu (chính khách)
Nguyễn Hữu Châu (? – ?) là luật sư và chính khách Việt Nam Cộng hòa, cựu Bộ trưởng tại Phủ Tổng thống và Bộ trưởng Bộ Nội vụ Việt Nam Cộng hòa.

## Tiểu sử
Nguyễn Hữu Châu quê ở tỉnh Gò Công (nay là tỉnh Tiền Giang), Nam Kỳ, Liên bang Đông Dương.
Dưới thời Quốc gia Việt Nam và Đệ Nhất Cộng hòa, ông từng giữ chức Bộ trưởng tại Phủ Tổng thống trong chính phủ Ngô Đình Diệm từ ngày 10 tháng 5 năm 1955 đến ngày 5 tháng 5 năm 1958. Đồng thời ông còn kiêm luôn chức Bộ trưởng Bộ Nội vụ từ ngày 12 tháng 4 năm 1956 đến ngày 25 tháng 2 năm 1958.
Ông lấy chị ruột Trần Lệ Xuân là bà Trần Thị Lệ Chi làm vợ nên cũng là con rể của cựu đại sứ Trần Văn Chương và là anh rể của cố vấn Ngô Đình Nhu, em trai Tổng thống Ngô Đình Diệm. Nhờ mối quan hệ thông gia này mà địa vị của ông ngày càng vững mạnh hơn.
Tuy nhiên, dự luật Gia đình do bà Nhu được thông qua vào cuối năm 1957 lại khiến cho sự nghiệp chính trị của ông bị lung lay. Do đạo luật này chủ yếu nhằm cản trở ông ly dị với vợ là bà Trần Thị Lệ Chi và để bảo đảm một tài sản to lớn cho người chị ruột của bà Nhu. Quá bất mãn với gia đình bên vợ nên ông đành phải xin từ chức Bộ trưởng tại Phủ Tổng thống vào ngày 5 tháng 5 năm 1958 rồi bí mật vượt đường bộ trốn lên Campuchia để sang Pháp tị nạn.
Không rõ cuối đời ông ra sao và mất vào lúc nào.

## Nhận định
Với tư cách Bộ trưởng tại Phủ Tổng thống kiêm Bộ trưởng Bộ Nội vụ, Nguyễn Hữu Châu được coi là nhân vật quan trọng nhất sau Tổng thống Ngô Đình Diệm. Nổi tiếng là một luật sư thành công nhất Sài Gòn, lại là con cháu của một đại phú gia tại Gò Công. Ông được coi là một bộ trưởng liêm khiết và tài ba của chế độ Diệm. Đối với người Nam thường lo âu và nghi ngờ người Bắc di cư là "kẻ xâm lược", Nguyễn Hữu Châu là kẻ đỡ đầu, là Bộ trưởng của họ. Đối với lớp trí thức trẻ của chế độ, ông là người cấp tiến mà họ có thể trông cậy được trong công cuộc cải tiến xã hội. Đối với người lên án chế độ Diệm là một chế độ tham nhũng thì Nguyễn Hữu Châu ít bị nghi ngờ nhất vì ông đã quá giàu có nhờ vào lợi tức của văn phòng luật sư và nhờ thừa kế một gia tài đồ sộ. Đối với Tổng thống Diệm thì ông là một đảng viên tài ba, đắc lực có thể diễn đạt và phổ biến được những ý kiến lúng túng mơ hồ của ông Diệm thành ra những đường lối tốt cho chính phủ. Vốn liếng tài năng, đức độ của ông từng một thời là biểu tượng liêm chính cho chế độ Ngô Đình Diệm.